# Friday Night Lights
Friday Night Lights è un film del 2004 diretto da Peter Berg, basato sul libro Friday night light - A Town, a Team, and a Dream di Buzz Bissinger. In Italia è stato trasmesso e ripetutamente replicato da ClassTV. Successivamente ispirata al libro e al film è stata realizzata una serie televisiva intitolata Friday Night Lights, prodotta da Peter Berg e Brian Grazer.

## Trama
Texas occidentale, 1988. La cittadina di Odessa è in fermento per l'inizio della stagione di football scolastico negli Stati Uniti d'America della squadra del liceo locale, la Permian High School. Nonostante la loro giovane età i Panthers sono trattati come vere e proprie star, sono seguiti e intervistati da numerosi giornalisti e sugli spalti figurano altrettanti osservatori delle università di tutti gli Stati Uniti. Coach Gary Gaines guida la squadra da alcuni anni, il suo sogno è arrivare a vincere il titolo statale ma sa di avere una squadra non molto forte. Allora decide di impostare la stagione nel segno della disciplina e della velocità, qualità che se ben valorizzate dovrebbero, nelle sue intenzioni, sopperire alla carenza di statura e mezzi fisici.
Tra i giocatori che compongono la squadra di football, emergono alcune individualità, ciascuna con il suo carattere e i suoi problemi. James "Boobie" Miles è la stella designata: running back inarrestabile, ha attirato le attenzioni di molti college e punta in futuro a diventare un professionista. Pieno di sé, trascura non solo gli studi ma anche i normali esercizi di potenziamento fisico e di riscaldamento, preferendo sfogliare cataloghi di auto di lusso. Mike Winchell è il quarterback: il suo è un ruolo fondamentale nel football, però in questo caso, grazie alla presenza del fortissimo runningback Boobie, passa in secondo piano perché l'allenatore decide di impostare il gioco sulla corsa e di conseguenza di non ricorrere ai lanci. Winchell, che vive da solo con la madre malata, è un discreto giocatore ma anche un ragazzo molto introverso e pieno di paure. Don Billingsley, suo amico fraterno, soffre terribilmente la pressione del padre Charles, già campione con i Panthers, che vuole a tutti i costi che il figlio emuli le sue gesta. Brian Chavez, ottimo studente e roccioso difensore, è uno con la testa a posto che sa già cosa fare nella vita. Ivory Christian è estremamente silenzioso e concreto. Chris Comer, runningback di riserva, soffre inizialmente un complesso di inferiorità nei confronti di Boobie e il maggiore appeal di quest'ultimo con le ragazze.
Nella partita d'apertura i Panthers inaugurano il campionato con una netta vittoria. Negli ultimi minuti, però, Boobie Miles riporta un grave infortunio al ginocchio: gli viene infatti diagnosticata una lesione ai legamenti che gli preclude tutta la stagione. La squadra, privata della sua star, perde le successive due partite: i giocatori sentono troppa pressione. Coach Gaines cerca di responsabilizzare sia il quarterback Mike Winchell sia il nuovo runningback titolare Chris Comer, i quali pian piano acquisiscono sicurezza e diventano le nuove stelle della squadra. I Panthers tornano a vincere per il resto della stagione, fino all'ultima partita, quando perdono con i rivali della Midland High School. In questo match Boobie Miles, nonostante il divieto dei medici, decide di mentire all'allenatore e di tornare in campo con il ginocchio protetto da un tutore. Dopo poche azioni di gioco però il ginocchio di Boobie cede definitivamente: il ragazzo dovrà operarsi, mettendo fine alla sua carriera nel football.
I Panthers hanno completato una prima fase positiva, ma per qualificarsi ai playoff dello Stato del Texas devono sperare in un sorteggio, che va a buon fine per loro. Così si rimettono al lavoro con rinnovato entusiasmo e nei playoff a eliminazione diretta abbattono tutte le avversarie, conquistando l'accesso alla finale contro la Dallas Carter High School, considerata la grande favorita per il titolo statale. È ormai dicembre e la stagione del football liceale si avvia alla conclusione. L'ultimo atto del campionato è in programma all'Astrodome di Houston, gigantesco stadio che ospita la sfida tra le due migliori high school texane.
Boobie Miles, appena operato, sceglie di viaggiare con i compagni di squadra per la partita. I Cowboys sembrano un gradino al di sopra della Permian e nei primi due quarti dominano l'incontro, ricorrendo anche a un gioco troppo duro e scorretto. Negli spogliatoi coach Gaines tiene ai suoi giocatori un discorso pacato ma estremamente motivante e la squadra torna in campo trasformata. La grande rimonta si ferma a pochi centimetri dal touchdown che, allo scadere del tempo, avrebbe regalato a Winchell e compagni una straordinaria vittoria. I tifosi tuttavia applaudono ugualmente per l'impresa sfiorata e lo stesso Charles Billingsley regala al figlio Don l'anello di campione che lui aveva vinto da giovane, riconoscendone lo sforzo.

## Colonna sonora
La colonna sonora è stata realizzata dal famoso gruppo Post-rock Explosions in the Sky. L'album si chiama Friday Night Lights ed è stato composto nel 2004.
Le tracce dell'album sono:
1. From West Texas - 2:41
2. Your Hand in Mine (w/Strings) - 4:08
3. Our Last Days as Children - 2:41
4. An Ugly Fact of Life - 2:55
5. Home - 2:38
6. Sonho Dourado (Daniel Lanois) - 3:26
7. To West Texas - 4:06
8. Your Hand in Mine (Goodbye) - 2:05
9. Inside It All Feels the Same - 4:23
10. Do You Ever Feel Cursed (David Torn) - 3:23
11. Lonely Train - 6:51
12. Seagull (Bad Company) - 4:03
13. The Sky Above, the Field Below - 5:40
14. A Slow Dance - 3:53